# Appaloosa Management
Appaloosa Management è un hedge fund statunitense fondato nel 1993 da David Tepper e Jack Walton specializzato in debito in sofferenza. Appaloosa Management investe nei mercati azionari pubblici e del reddito fisso in tutto il mondo.
Nel dicembre 2022 gestiva un patrimonio di US$ 14 miliardi.

## Storia
David Tepper e Jack Walton fondarono nel 1993 Appaloosa Management, un hedge fund di proprietà dei dipendenti, a Chatam, nel New Jersey.  Per tutti gli anni '90, l'azienda era nota come una boutique di investimento in obbligazioni spazzatura,  e negli anni 2000 era conosciuta come un hedge fund. Nel marzo 2021, David Tepper ha affermato che in quel momento era sempre più difficile essere ribassisti sui diritti azionari, ritenendo che l'aumento dei tassi fosse destinato a stabilizzarsi e che la svendita dei titoli del Tesoro che aveva spinto i tassi al rialzo sarebbe probabilmente finita.
Nel quarto trimestre del 2002, i rendimenti dell'Appaloosa Management furono in gran parte il risultato delle scommesse sui titoli spazzatura e sui debiti in difficoltà di Conseco e Marconi Corp. secondo cui il mercato stava toccando il fondo. Nel 2003 Appaloosa Management ha registrato un rendimento del 149% per gli investitori.
Il patrimonio gestito nel 2007 ammontava a 5,3 miliardi di dollari. Il Financial Times scrisse che la società aveva "attirato interesse per la sua ampia posizione di proprietà in Delphi, il fornitore di componenti per automobili in bancarotta".
Appaloosa è sopravvissuta alla crisi finanziaria del 2008 con relativamente pochi ordini di riscatto da parte degli investitori.
Dal 2009 al 2010, il patrimonio gestito di Appaloosa Management è cresciuto da 5 miliardi di dollari a 12 miliardi di dollari. Nel novembre 2010, il New York Times ha parlato di un patrimonio gestito totale di 14 miliardi di dollari.  Nel 2010, è stato riferito che dal 1993 Appaloosa Management aveva restituito 12,4 miliardi di dollari ai clienti, classificandosi al sesto posto nella classifica dei rendimenti totali ai clienti.
Nel settembre 2011, un tribunale fallimentare del Delaware ha stabilito che Appaloosa Management era uno dei quattro hedge fund ad aver avuto un ruolo nella ristrutturazione di Washington Mutual e quindi avrebbe potuto ricevere informazioni riservate.  Nel 2011, la società è stata insignita del premio "Institutional Hedge Fund Firm of the Year".
Nel gennaio 2016, la sede di Appaloosa è stata trasferita a Miami Beach, in Florida.

## Strategia di investimento
Gli investimenti di Appaloosa Management si concentrano su posizioni di investimento non diversificate. Investe nei mercati azionari pubblici globali e del reddito fisso concentrandosi su "azioni e debito di società in difficoltà, obbligazioni, warrant di cambio, opzioni, futures, note e obbligazioni spazzatura". Secondo BusinessWeek, la base clienti dell'azienda è composta da "individui con un patrimonio netto elevato, piani pensionistici e di partecipazione agli utili, società, governi stranieri, fondazioni, università e altre organizzazioni".   Gli investitori si impegnano per un periodo bloccato di tre anni durante il quale i prelievi sono limitati al 25% del loro investimento totale.
Appaloosa Management gestisce quattro veicoli di investimento: il fondo offshore Palomino Fund LTD, una versione offshore e onshore del suo fondo Thoroughbred, e il suo fondo di punta Appaloosa Investment.
Il Fondo Palomino dalla sua nascita nel 1995 al 1998 ha avuto un rendimento del 25%. Dopo il default della Russia, il fondo perse il 49% del suo valore tra febbraio e settembre 1998. È un fondo offshore che gestisce oltre un miliardo di dollari.